# Liste der Monuments historiques in Ferrière-la-Petite
Die Liste der Monuments historiques in Ferrière-la-Petite führt die Monuments historiques in der französischen Gemeinde Ferrière-la-Petite auf.

## Liste der Bauwerke
| Bezeichnung              | Beschreibung | Standort               | Kennzeichnung | Schutzstatus   | Datum | Bild           |
| ------------------------ | ------------ | ---------------------- | ------------- | -------------- | ----- | -------------- |
| Ehemalige Töpferei Gibon | Erbaut 1890  | Rue de l’Église (Lage) | PA00107526    | Classé Inscrit | 1984  | weitere Bilder |